# محمد سیدنی سیلا
محمد سیدنی سیلا (انگلیسی: Mohamed Sydney Sylla؛ زادهٔ ۲۷ دسامبر ۱۹۹۶) بازیکن فوتبال اهل بورکینافاسو است.
وی همچنین در تیم ملی فوتبال بورکینافاسو بازی کرده است.